# Charlotte Cushman
Charlotte Saunders Cushman (ur. 23 lipca 1816 w Bostonie, zm. 18 lutego 1876 tamże) – amerykańska aktorka teatralna, odgrywająca żeńskie i męskie role, uznawana za pierwszą wielką amerykańską aktorkę.

## Życiorys
Urodziła się 23 lipca 1816 roku w Bostonie, we wpływowej rodzinie. Jeden z przodków jej ojca należał do pielgrzymów. Przerwała naukę w wieku trzynastu lat ze względu na problemy finansowe rodziny. Jako zawód obrała śpiew operowy, debiutując w kwietniu 1835 roku partią hrabiny Almavivy w Weselu Figara. Po kłopotach z głosem podczas pierwszego tournée zrezygnowała ze śpiewu skupiając się na aktorstwie: zadebiutowała rok później w roli Lady Makbet.
W 1837 roku wcieliła się po raz pierwszy w jedną ze swych popularnych ról: postać Meg Merrilies w adaptacji scenicznej powieści Guy Mannering Waltera Scotta, a także pierwszy raz zagrała męską rolę w teatrze, występując jako Romeo. W następnych latach wielokrotnie wcielała się w męskie postaci; na tle innych aktorek, które podejmowały się takich ról, jej gra wyróżniała się stanowczością i silną cielesnością. Po zobaczeniu Cushman w męskiej roli, królowa Wiktoria stwierdziła, iż nie może uwierzyć, że to kobieta. Artystka stała się pierwszą wielką aktorką amerykańskiego teatru, zyskując także popularność w Wielkiej Brytanii. Ówczesna prasa nazywała ją „naszą Charlotte”. Grając role męskie rywalizowała z aktorami, w tym z Edwinem Forrestem, a także żądała tej samej co oni gaży.
W latach 1853–1870 dzieliła czas między Londyn i Rzym, sporadycznie występując w Stanach. We Włoszech skupiła wokół siebie środowisko wykształconych, niezależnych zawodowo kobiet, w tym rzeźbiarki Harriet Hosmer, Edmonię Lewis, Anne Whitney, Florence Freeman i Margaret F. Foley, którym pomagała w rozwoju karier. Nie związała się z żadnym mężczyzną, dlatego postrzegano Cushman jako aseksualną, choć w rzeczywistości nawiązywała romantyczne relacje z kobietami. W 1870 roku powróciła wraz z partnerką, rzeźbiarką Emmą Stebbins, do Stanów. Gdy w listopadzie 1874 roku, po odegraniu roli Romeo, Cushman pożegnała się ze sceną, około 25 tys. sympatyków aktorki zebrało się wokół jej hotelu. Zmarła 18 lutego 1876 roku w Bostonie.